# Remete-szurdok

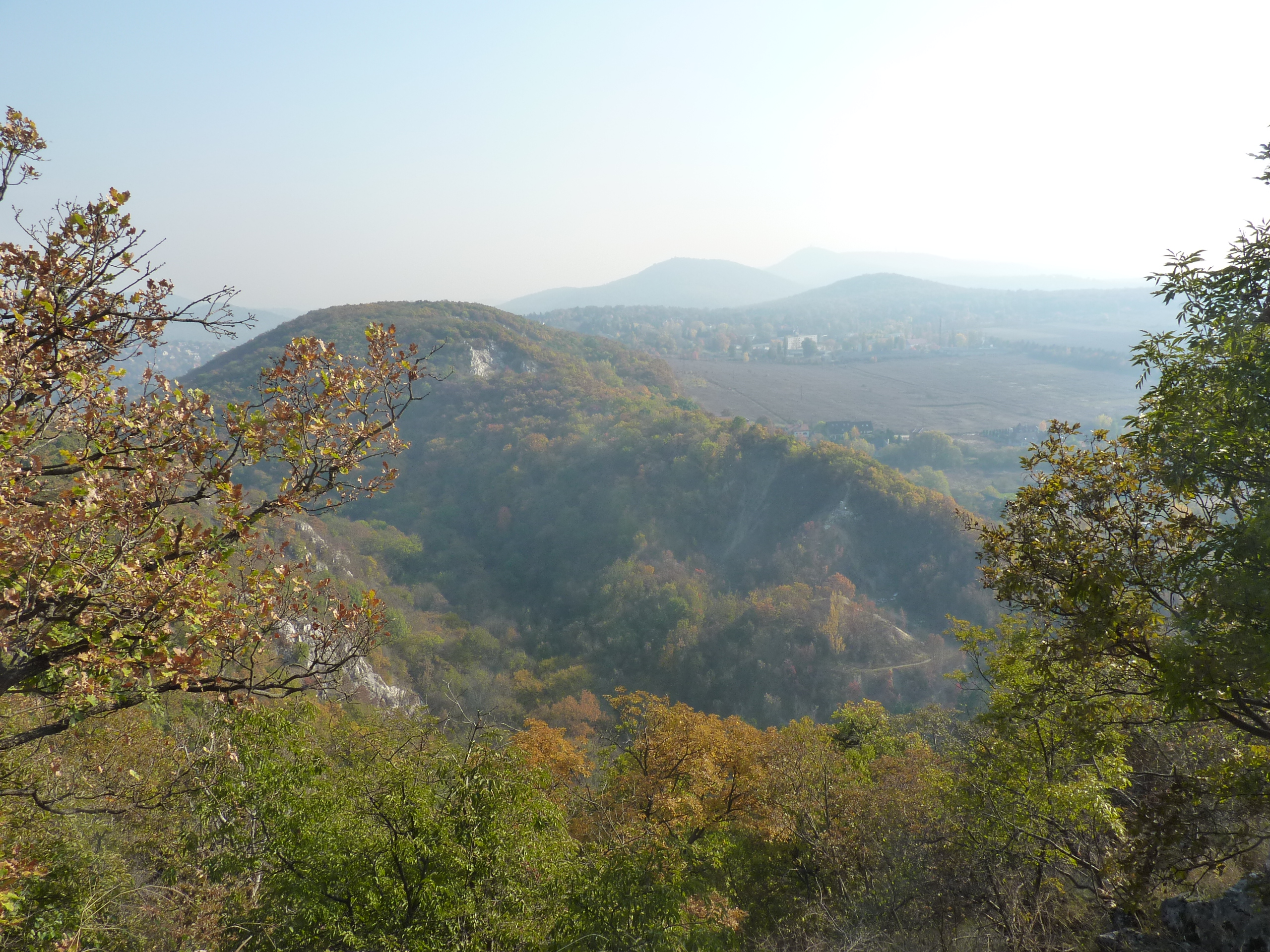
Kilátás a Remete-hegyről, előtérben a szurdok, mögötte pedig az Erdő-hegy magasodik, jobbra távolabb Adyliget házai állnak

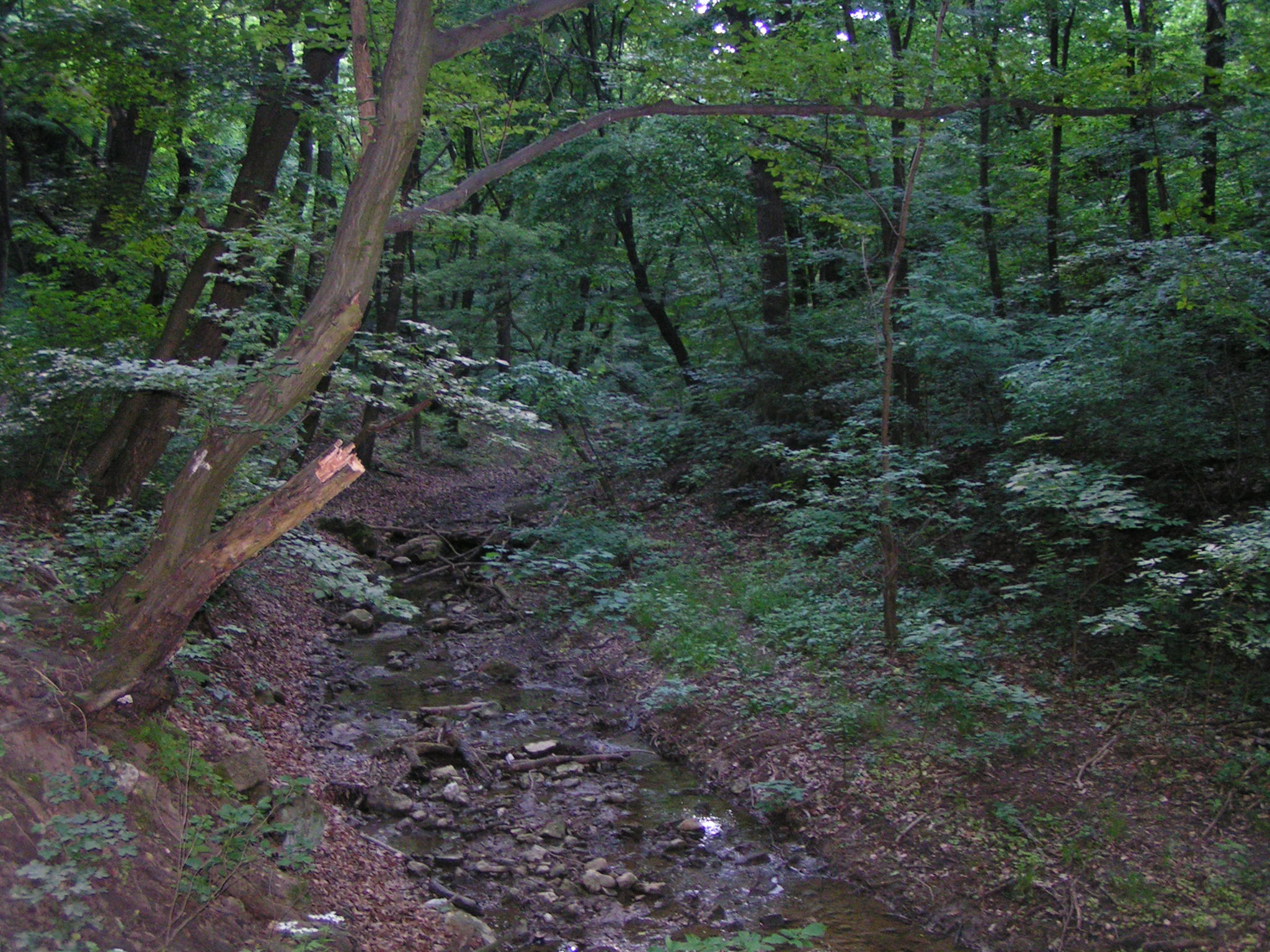
A Remete-szurdok a patakkal

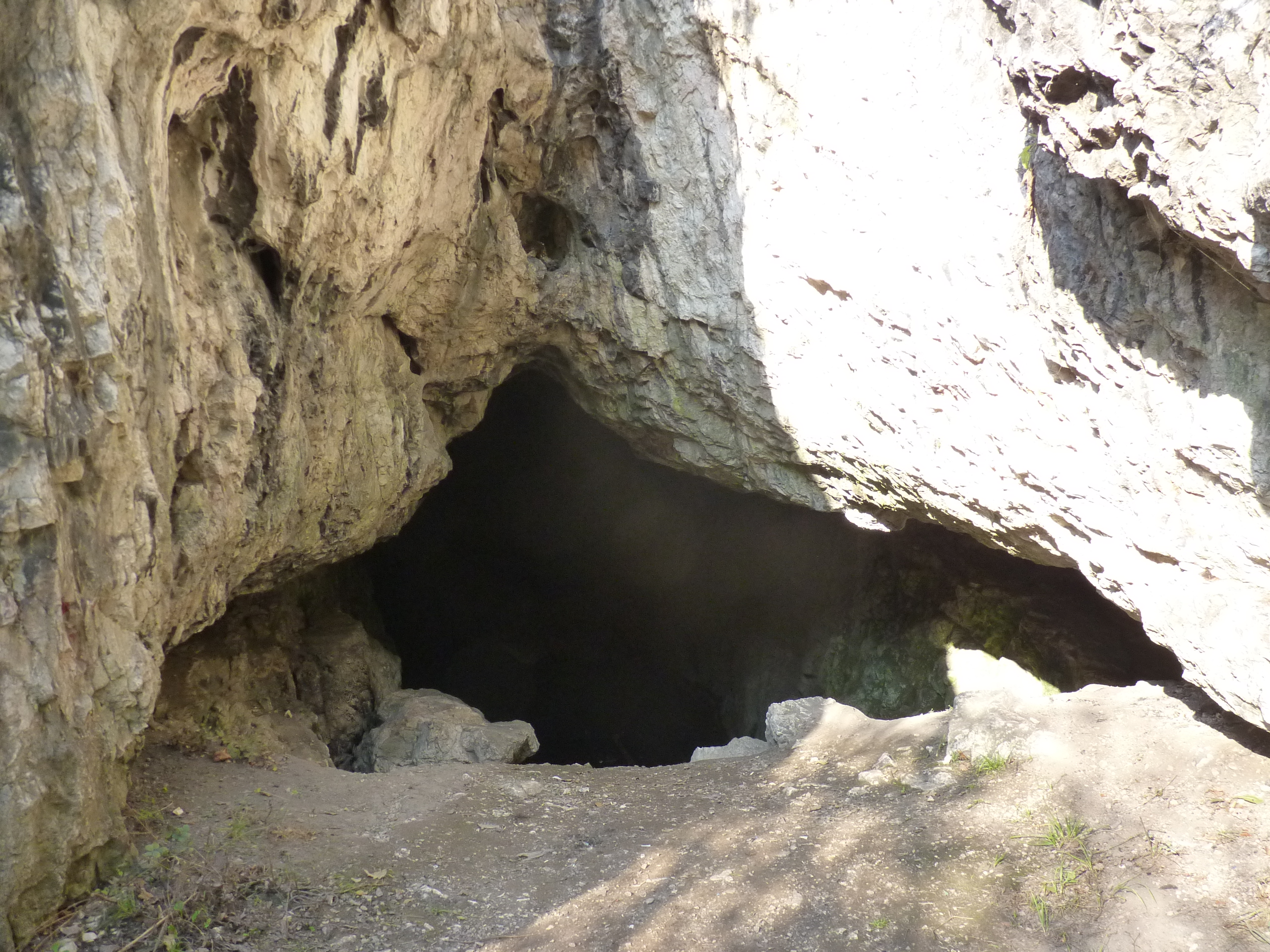
A Remete-barlang bejárata

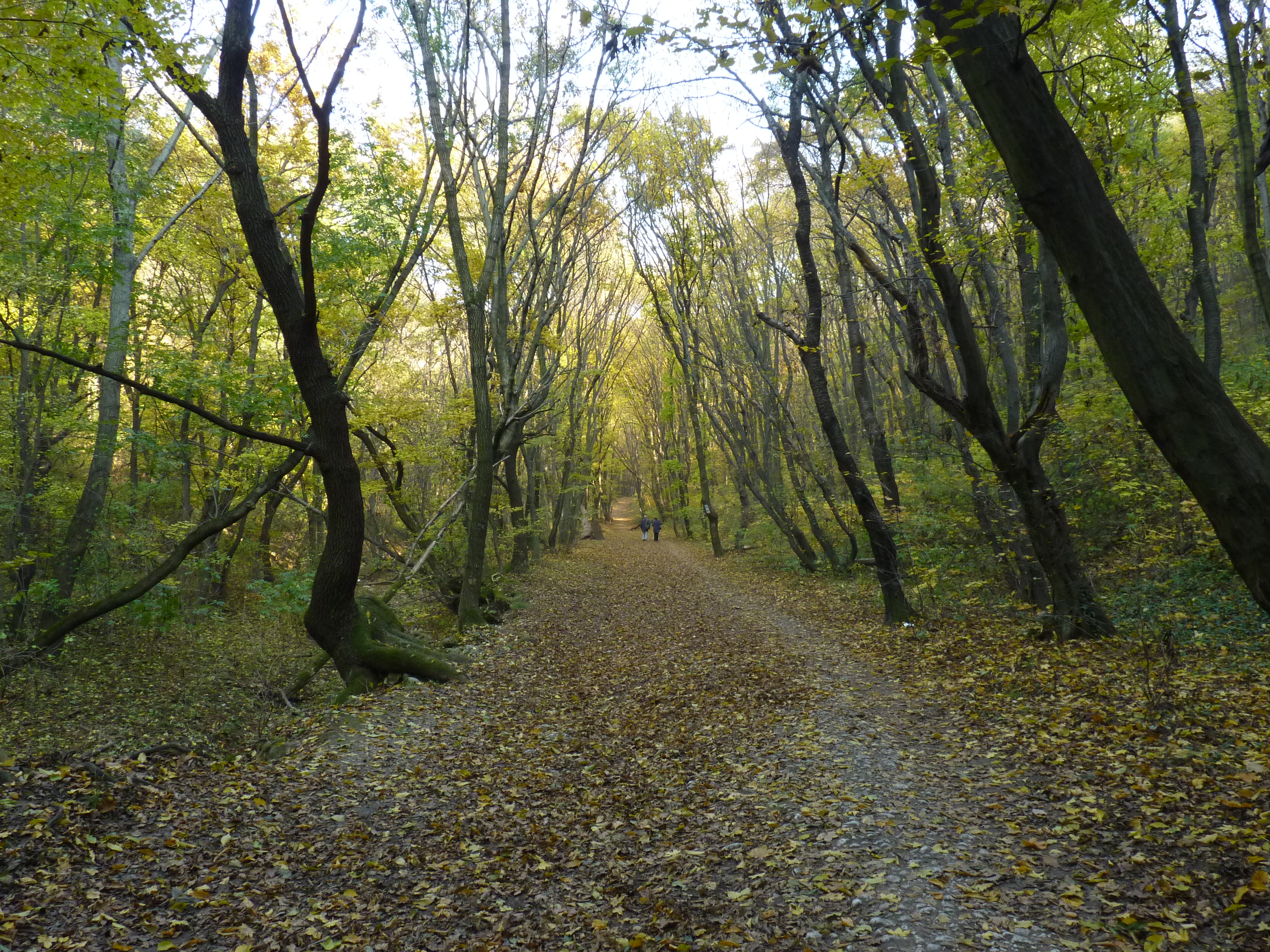
A Kéktúra és a tanösvény egy részlete

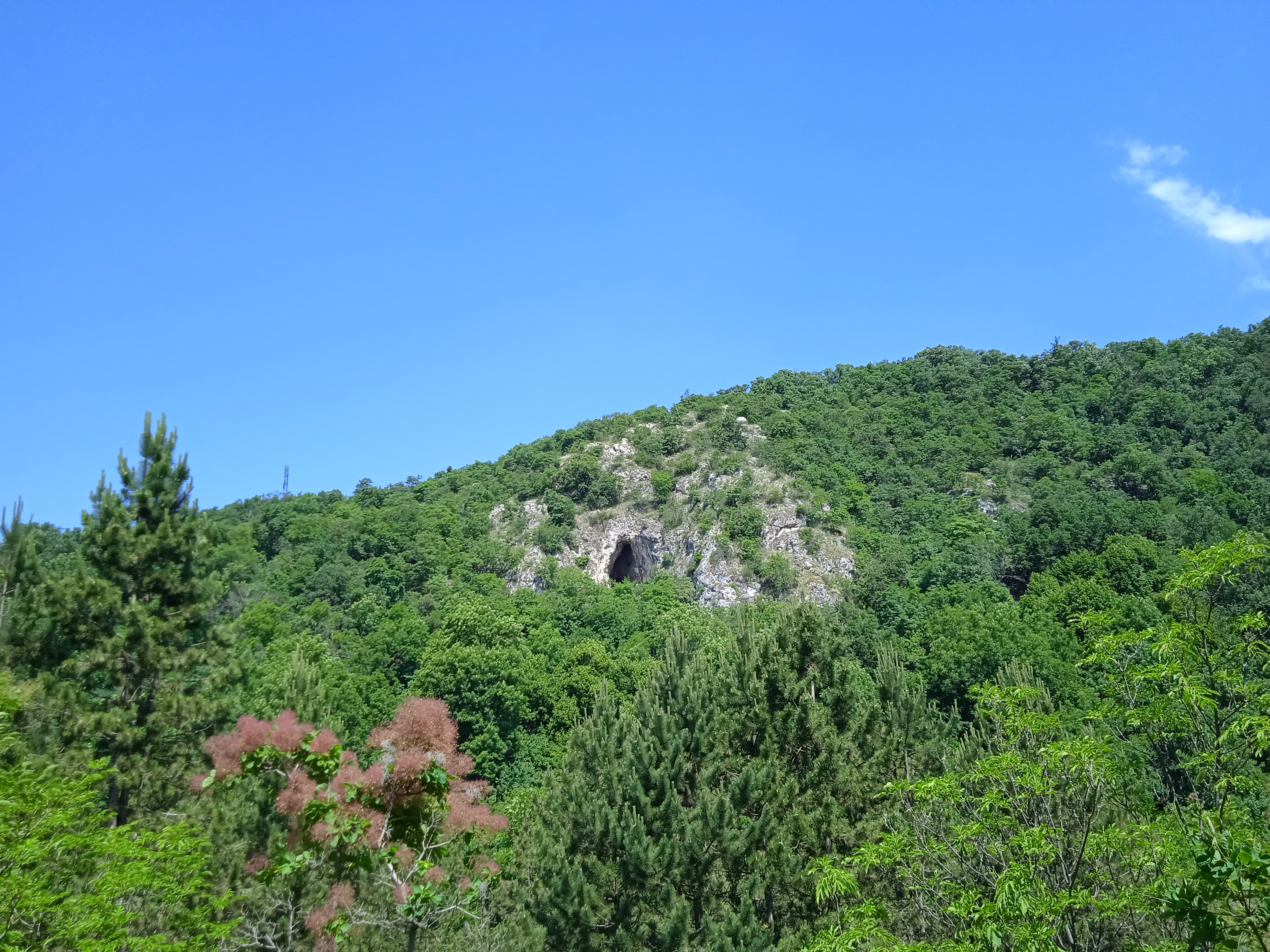
A Remete-szurdok oldalában nyíló Remete-hegyi-kőfülke

A Remete-szurdok az Ördög-árok szurdokvölgye a Budai-hegységben, a Duna–Ipoly Nemzeti Parkban, Remeteszőlős és a Budapest II. kerületéhez tartozó Máriaremete területén.

## A név eredete
A hegy és a környék egy remetéről kapta nevét, aki a 18. században élt a Remete-barlangban.

## Földrajz
A Remete-szurdok a Remete-hegy és a Hosszúerdő-hegy között húzódik. Mindkét oldala nagyon meredek, sok helyen sziklás. A völgy fő iránya K–Ny-i, de sokszor kanyarodik. Hosszúsága körülbelül egy kilométer, a völgytalp nagyjából 280 méter tengerszint feletti magasságban van. A szurdok két oldalán a hegyek kb. 80, illetve 130 méter magasra emelkednek. Az országos felsőrendű szintezés, tehát  Budapest főalappontja a völgy keleti bejáratánál található.
A völgy alkotóelemei a triász kori dolomit, ill. dachsteini mészkő. Ezekben az üledékes kőzetekben alakultak ki a szurdok barlangjai.

## Történelem
A szurdok barlangjaiban jégkorszak előtti állatok, például hófajd, barlangi oroszlán, barlangi medve, barlangi hiéna maradványait tárták fel. A Remete-völgyi Felső-barlangból a mintegy ötvenezer évvel ezelőtt honos gyapjas orrszarvú, jégkori vadló és gímszarvas leletei, valamint a neandervölgyi ember három fogmaradványa kerültek elő. Ugyanitt egy kb. ötven darabos bronzkori családi kincset is feltártak. A völgyben vaskohók maradványaira is bukkantak, melyek feltehetőleg kapcsolatban álltak az egykori Nagykovácsi kovácsmesterséggel. Az egyik barlangban ezen felül egy V. István magyar király korabeli pénzhamisító műhely maradványaira bukkantak, méghozzá teljes szerszámkészlettel, valamint vert és veretlen ezüstpénzekkel.

## Barlangok
A szurdokban számos barlang bújik meg.

### Fokozottan védett barlangok
- Remete-barlang
- Remete-völgyi Felső-barlang

### Megkülönböztetett védettségű barlangok
- Hét-lyuk
- Remete-hegyi-kőfülke

### További barlangok
- Remete-hegyi 2. sz. barlang
- Remete-hegyi 3. sz. barlang
- Remete-hegyi 4. sz. barlang
- Remete-hegyi 7. sz. barlang
- Remete-hegyi 8. sz. barlang
- Remete-hegyi 10. sz. barlang
- Remete-hegyi 11. sz. barlang
- Remete-hegyi 13. sz. barlang
- Remete-hegyi 14. sz. barlang
- Remete-hegyi 15. sz. barlang

## Élővilág

### Növények
A Remete-hegy és a Hosszúerdő-hegy oldala erdőborítású, csakúgy, mint a völgytalp. A környék – elsősorban zárt és hűvös mikroklímája miatt – több glaciális reliktumnak, azaz jégkorszaki maradványnövény számára nyújt életteret. A völgy nyugati részén egy különleges fafaj, a holland szil is megtalálható, ami a hegyi szil és a mezei szil természetes hibridje. Ez az ország egyetlen ismert, vadon élő példánya.

### Állatok
A barlangokban a denevérek több faja, köztük a kis patkósdenevér is megtelepszik.

## Turizmus
A szurdokban halad át az Országos Kéktúra egy szakasza, az út mentén látható Pápa Miklós emléktáblája, valamint egy róla elnevezett tanösvényt is kialakítottak itt.,

## További információ
- A Wikimédia Commons tartalmaz Remete-szurdok témájú kategóriát.

- Geomania.hu
- Pápa Miklós – Dénes György: Budai-hegység útikalauz. Sport, Budapest, 1982. 258–260. ISBN 963 253 300 3